# Герб Санта-Круша-да-Грасіози
Ге́рб Санта-Круша-да-Грасіози — офіційний символ містечка Санта-Круш-да-Грасіоза, Португалія. Використовується як територіальний герб. У чорному щиті золоте виноградне гроно із листям. Зелена внутрішня облямівка щита перетята шістьма срібними хвилястими смугами. У главі внутрішньої облямівки яструб натурального кольору, що летить і тримає в лапах португальський щиток. Щит увінчує срібна мурована містечкова корона з чотирма вежами.  Під щитом біла стрічка, на якій великими літерами напис португальською: «Santa Cruz da Graciosa» (Санта-Круш-да-Грасіоза).  Офіційно затверджений 17 липня 1962 року.  

## Галерея

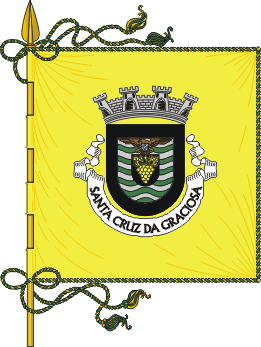
Прапор